# 柳萨
柳萨（西班牙語：Llusá），是西班牙加泰罗尼亚巴塞罗那省的一个市镇。总面积54平方公里，总人口267人（2001年），人口密度5人/平方公里。